# Carolyn Krau
Carolyn Patricia Krau, née le 18 août 1943 à Uxbridge (Grand Londres), est une patineuse artistique britannique, qui pratique son sport en couple artistique et en individuel.

## Biographie

### Carrière sportive
Carolyn Krau pratique d'abord le haut niveau international dans la catégorie des couples artistiques avec son partenaire Rodney Ward pendant trois saisons entre 1956 et 1958. Ensemble ils représentent leur pays à deux championnats européens (1956 à Paris et 1958 à Bratislava), deux mondiaux (1956 à Garmisch-Partenkirchen et 1958 à Paris) et aux Jeux olympiques d'hiver de 1956 à Cortina d'Ampezzo.
Elle s'oriente ensuite vers le patinage individuel pendant trois saisons de 1959 à 1961. Elle représente son pays à deux championnats européens (1959 à Davos et 1960 à Garmisch-Partenkirchen), un mondial (1960 à Vancouver) et aux Jeux olympiques d'hiver de 1960 à Squaw Valley.
Elle quitte les compétitions sportives en 1961.

## Palmarès

### En couple artistique
| Compétitions principales        | 1956 | 1957 | 1958 |  |  |  |  |  |  |  |  |  |  |  |
| Jeux olympiques d'hiver         | 11e  |      |      |  |  |  |  |  |  |  |  |  |  |  |
| Championnats du monde           | 9e   |      | 12e  |  |  |  |  |  |  |  |  |  |  |  |
| Championnats d’Europe           | 9e   |      | 13e  |  |  |  |  |  |  |  |  |  |  |  |
| Championnats de Grande-Bretagne | 2e   |      | 2e   |  |  |  |  |  |  |  |  |  |  |  |
|                                 |      |      |      |  |  |  |  |  |  |  |  |  |  |  |

### En individuel
| Compétitions principales                                                                               | 1959    | 1960    | 1961    |  |  |  |  |  |  |  |  |  |  |  |
| Jeux olympiques d'hiver                                                                                |         | 19e     |         |  |  |  |  |  |  |  |  |  |  |  |
| Championnats du monde                                                                                  |         | 20e     | CA      |  |  |  |  |  |  |  |  |  |  |  |
| Championnats d’Europe                                                                                  | 15e     | 12e     |         |  |  |  |  |  |  |  |  |  |  |  |
| Championnats de Grande-Bretagne                                                                        | 3e      | 2e      | 3e      |  |  |  |  |  |  |  |  |  |  |  |
| |         |         |         |  |  |  |  |  |  |  |  |  |  |  |
| Autre compétition                                                                                      | 1958/59 | 1959/60 | 1960/61 |  |  |  |  |  |  |  |  |  |  |  |
| Trophée Richmond                                                                                       | 2e      | 2e      | 2e      |  |  |  |  |  |  |  |  |  |  |  |
| Légende : CA = Championnats du monde 1961 annulés à cause de la catastrophe aérienne du vol 548 Sabena |         |         |         |  |  |  |  |  |  |  |  |  |  |  |